# 游研社
游研社是以电子游戏及其周边泛文化資訊為主的中国大陆媒体，由周伟（筆名「楚云帆」）于2016年成立，早期内容更多偏向于怀旧类型单机游戏的相关故事。与传统游戏媒体的发展不同，游研社早期在各個社交媒体建立賬號發佈內容，後來才自建网站。

## 歷史
楚云帆自2004年先後就職于入口網站網易遊戲和新浪遊戲，2016年從新浪離職創業電子遊戲媒體。新媒體品牌名為「游研社」，編輯成員來自新浪游戏、新浪科技、触乐等中國大陸遊戲媒體，黄利东擔任主編。游研社是「遊戲研究社」的縮寫，楚云帆認為現在的電子遊戲網站，不重視過去紙媒會關注的遊戲背景和文化等內容，游研社會以這些內容為主要方向。游研社目標受是眾泛遊戲用戶，所以也會寫與遊戲無關的內容，擴大用戶群。游研社這個擴大受眾的發展策略，讓游研社成為同時期成立的新遊戲媒體中最多人關注的媒體，到2020年8月，游研社在新浪微博上的粉絲已經超過560萬，微信公眾號有50萬粉絲。到2019年游研社也基本自負盈虧，除了廣告業務外，還經營网店販賣遊戲周邊產品。遊研社還成立面向海外英文用戶的品牌「Superpixel」。
2021年12月14日虎牙直播通過關聯公司投資遊研社。2022年，遊研社在中國大陸50多個城市組織讀者群，並舉行線下活動「社友局」。2023年遊研社籌備開設「游戏档案馆」，展出中國大陸遊戲歷史。